# ليه ديفيس
ليه ديفيس (بالإنجليزية: Les Davis)‏ هو مدير فني أمريكي، ولد في 31 يوليو 1900، وتوفي في 26 فبراير 1966.